# Ван Схарденбург, Рютгер
Рютгер ван Схарденбург (нидерл. Rutger van Schaardenburg; 8 октября 1987, Алкмар, Северная Голландия, Нидерланды) — голландский яхтсмен, призёр чемпионата Европы и Нидерландов по парусному спорту. Участник летних Олимпийских игр 2008, 2012, 2016 годов.

## Биография
Рютгер ван Схарденбург родился 8 октября 1987 года в городе Алкмар, провинция Северная Голландия. Профессиональный яхтсмен, выступающий в классе — лазер радиал. С семи лет, вместе со своим братом, начал заниматься плаванием. Получил образование в «Hoge School» в Роттердаме, специальность — «гражданская (строительная) инженерия». Тренируется под руководством Дан Слатера (нидерл. Dan Slater).
Первое соревнование, в котором ван Схарденбург принял участие был «European Optimist championship 2000», Гран-Канария. В 2006 году, во время соревнований за Кубок Европы по лазеру (Laser Europa Cup) в городе Варнемюнде, ван Схарденбург занял первое место.
Ещё одна золотая медаль на соревнованиях международного уровня была добыта на чемпионате Европы по парусному спорту 2013 года, что проходил в Дун-Лэаре.
Ван Схарденбург является двукратным чемпионом соревнований Дельта Ллойд чемпионат Нидерландов, где в 2013 и 2016 годах он занимал первые места в классе — лазер.
Олимпийская карьера ван Схарденбурга началась с летних Олимпийских игр 2008 года в Пекине. Во время соревнования по парусному спорту в классе лазер радиал, он занял 34-е место среди 43 участников с результатом 215 баллов. Спустя 4 года, во время летних Олимпийских игр 2012 года в Лондоне, он значительно улучшил показатели своих выступлений. С результатом 130 баллов ван Схарденбург занял 14 строчку рейтинга среди 49 участников. Более успешное выступление голландский спортсмен продемонстрировал на Летних Олимпийских играх 2016 года в Рио-де-Жанейро. Ван Схарденбург вошёл в первую десятку финишировавших, заняв 9 место с результатом 118 баллов.